# Final Fantasy IV: The After Years
Final Fantasy IV: The After Years è un videogioco di ruolo alla giapponese sviluppato e pubblicato da Square Enix per telefoni cellulari, ed è il sequel diretto di Final Fantasy IV. Venne successivamente pubblicato anche per Wii (sempre nel 2008), iOS (il 25 novembre 2013) e Microsoft Windows (12 maggio 2015). Nel 2011 un remake apparve su PlayStation Portable all'interno di Final Fantasy IV: The Complete Collection.